# بكتيريا المكورات الغريبة
بكتيريا المكورات الغريبة (الاسم العلمي:Deinococci) هي طائفة من البكتيريا تتبع شعبة المكورات الغريبة حرارية.

## التصنيف
- مكوريات غريبة
  - مكورات غريبة
    - مكورة غريبة